# Clematis apiculata
Clematis apiculata är en ranunkelväxtart som beskrevs av Joseph Dalton Hooker och Thoms.. Clematis apiculata ingår i släktet klematisar, och familjen ranunkelväxter. Inga underarter finns listade i Catalogue of Life.